# 土瓦茲
法寻，土瓦茲或圖瓦茲（toise）是法國大革命前的传统法国计量单位中的長度,面積和容積計量單位。早期北美法蘭西建立的新法蘭西，法屬路易斯安那和魁北克殖民地也使用這個計量單位。葡萄牙，巴西和葡萄牙帝國也使用相關聯的“toesa”計量單位。   

## 定義

### 長度單位
- 1812年以前使用的1法寻等於6法尺，即6皮耶 (pied)（英语：Units of measurement in France），約等於1.949米。

- 1812年到1840年使用1法寻等於2米(拿破崙一世制訂單位（英语：mesures usuelles））。

- 在瑞士1土瓦茲等於1.8米。

- 在葡萄牙1“toesa”（土瓦茲）等於等於6皮耶 (pied)（英语：Units of measurement in France）約1.98米。

根據一篇在1866年撰寫調查比較各國的長度單位的論文,確認1土瓦茲等於1,949.03632毫米。

### 面積單位
- 在1799年12月10日之前，1平方法寻（面積），約等於3.799平方米。

### 容積單位
- （二十世紀海地）,1土瓦茲（容積）約等於8立方米。

## 原始資料
Historical French unit.  Early Louisiana in the United States.

## 參看
- 传统法国计量单位
- 英寻
- French units of measurement (to 1795)
- Obsolete Portuguese units of measurement

## 外部連結
- Sizes.com toise page （页面存档备份，存于）
- Reference from UN （页面存档备份，存于） United Nations. Department of Economic and Social Affairs. Statistical Office of the United Nations

1. ↑  [ http://www.jstor.org/stable/108974%7C Seearticle: A. R. Clarke and Henry James 1867 'Abstract of the Results of the Comparisons of the Standards of Length of England, France, Belgium, Prussia, Russia, India, Australia, Made at the Ordnance Survey Office, Southampton', Philosophical Transactions of the Royal Society of London, Vol. 157, 161-180.]